# بركمران
بركمران هي قرية في مقاطعة بيرانشهر، إيران. يقدر عدد سكانها بـ 275 نسمة بحسب إحصاء 2016.